# Marietta (Ohio)
Pour les articles homonymes, voir Marietta.
Marietta est une ville de l'État de l'Ohio, aux États-Unis. Elle est le siège du comté de Washington.  Elle porte un nom derivé de celui de la Reine Marie-Antoinette.

## Géographie
Selon les données du Bureau du recensement des États-Unis, Marietta a une superficie de 22,2 km² (soit 8,6 mi²), dont 21,5 km² (soit 8,3 m²) en surfaces terrestres et 0,7 km² (soit 0,3 mi²) en surfaces aquatiques.

## Histoire
Avant la construction de la ville, le site était occupé par les Marietta Earthworks constituant un site archéologique précolombien situé au confluent des rivières Muskingum et Ohio. Ce complexe comportait trois enceintes fortifiées, des tumulus de différentes tailles, des fossés et des remblais. Il date de la Culture Hopewell. Les archéologues ont daté la construction du site cérémoniel d'environ 100 av. J.-C. à 500 apr. J.-C. La plus grande partie de ce complexe de terrassements est maintenant couverte par la ville moderne.

## Démographie
Marietta était peuplée, lors du recensement de 2000, de 14 515 habitants.

## Personnalités
- Charles Dawes (1865-1951), vice-président des États-Unis entre 1925 et 1929 est natif de Marietta.
- Peter Cipollone (1971-), barreur, champion olympique d'aviron avec le huit américain en 2004.